# Yongyuan (köpinghuvudort i Kina, Heilongjiang Sheng, lat 45,77, long 127,01)
Yongyuan (kinesiska: 永源, 永源镇) är en köpinghuvudort i Kina. Den ligger i provinsen Heilongjiang, i den nordöstra delen av landet, omkring 29 kilometer öster om provinshuvudstaden Harbin. Antalet invånare är 38 692. Befolkningen består av 19 173 kvinnor och 19 519 män. Barn under 15 år utgör 13,0 %, vuxna 15-64 år 79 %, och äldre över 65 år 7,0 %.
Runt Yongyuan är det ganska tätbefolkat, med 248 invånare per kvadratkilometer. Närmaste större samhälle är Liaodian, 16,1 km söder om Yongyuan. Trakten runt Yongyuan består till största delen av jordbruksmark.
Genomsnittlig årsnederbörd är 839 millimeter. Den regnigaste månaden är juli, med i genomsnitt 186 mm nederbörd, och den torraste är januari, med 8 mm nederbörd.